# 森塞特貝 (紐約州)
森塞特貝（英語：Sunset Bay）是位於美國紐約州學托擴縣的普查規定居民點。

## 人口
根據2020年美國人口普查的數據，森塞特貝的面積為1.83平方千米，當中陸地面積為1.72平方千米，而水域面積為0.11平方千米。當地共有人口470人，而人口密度為每平方千米256.83人。